# Club Atlético 3 de Febrero
Il Club Atlético 3 de Febrero è una società calcistica di Ciudad del Este, nel Dipartimento dell'Alto Paraná, in Paraguay.
La data riportata nel nome della squadra corrisponde al giorno di fondazione della città di Ciudad del Este (3 febbraio 1957).

## Palmarès

### Competizioni nazionali
- División Intermedia: 3

2004, 2013, 2017
- Coppa dei Campioni UFI: 1

2000

### Competizioni regionali
- Campionati regionali dell'Alto Paraná: 6

1973, 1975, 1977, 1986, 1992, 1997

### Altri piazzamenti
- División Intermedia:

Secondo posto: 2003
Terzo posto: 2002

## Rosa
Aggiornato al 29 dicembre 2009
| N. |                     | Ruolo | Calciatore       |
| -- | ------------------- | ----- | ---------------- |
| 1  | Paraguay (bandiera) | P     | Rafael Agüero    |
| 2  | Paraguay (bandiera) | P     | Jorge Chena      |
| 3  | Brasile (bandiera)  | D     | Guilherme Santa  |
| 4  | Paraguay (bandiera) | D     | Ever González    |
| 5  | Paraguay (bandiera) | D     | Arnaldo Pereira  |
| 6  | Paraguay (bandiera) | D     | Mario Amarilla   |
| 7  | Paraguay (bandiera) | D     | Edgar Miranda    |
| 8  | Paraguay (bandiera) | D     | Moisés Maldonado |
| 9  | Paraguay (bandiera) | D     | Orlando Cantero  |
| 10 | Paraguay (bandiera) | C     | Troadio Duarte   |
| 11 | Paraguay (bandiera) | C     | Felipe Villalba  |

| N. |                      | Ruolo | Calciatore            |
| -- | -------------------- | ----- | --------------------- |
| 12 | Brasile (bandiera)   | C     | Rafael de Asís        |
| 13 | Paraguay (bandiera)  | C     | Juan Gamarra          |
| 14 | Paraguay (bandiera)  | C     | Diego Morínigo        |
| 15 | Paraguay (bandiera)  | C     | César Llamas          |
| 16 | Argentina (bandiera) | C     | José María Defilippis |
| 17 | Paraguay (bandiera)  | A     | Ernesto Romero        |
| 18 | Paraguay (bandiera)  | A     | Alejandro Salinas     |
| 19 | Paraguay (bandiera)  | A     | Gustavo Salinas       |
| -  | Paraguay (bandiera)  | C     | Everson Rojas         |
| -  | Uruguay (bandiera)   | D     | Leonardo Migliónico   |